# Thony Hemery
Anthony „Thony” Hemery (ur. 22 listopada 1972 w Bourg-Saint-Maurice) – francuski narciarz, specjalista narciarstwa dowolnego. Jego najlepszym wynikiem na mistrzostwach świata jest 5. miejsce w jeździe po muldach na mistrzostwach w Iizuna i mistrzostwach w Meiringen. Zajął także 16. miejsce w tej samej konkurencji na igrzyskach w Nagano. Najlepsze wyniki w Pucharze Świata osiągnął w sezonie 1996/1997, kiedy to zajął 9. miejsce w klasyfikacji generalnej, a w klasyfikacji jazdy po muldach podwójnych był pierwszy. W sezonie 1998/1999 również zdobył małą kryształową kulę w klasyfikacji jazdy po muldach podwójnych.

## Sukcesy

### Igrzyska olimpijskie
| Miejsce | Dzień     | Rok  | Miejscowość | Konkurencja      | Zwycięzca     |
| ------- | --------- | ---- | ----------- | ---------------- | ------------- |
| 16.     | 11 lutego | 1998 | Nagano      | Jazda po muldach | Jonny Moseley |

### Mistrzostwa Świata
| Miejsce | Dzień    | Rok  | Miejscowość | Konkurencja                 | Zwycięzca         |
| ------- | -------- | ---- | ----------- | --------------------------- | ----------------- |
| 24.     | 13 marca | 1993 | Altenmarkt  | Jazda po muldach            | Jean-Luc Brassard |
| 5.      | 8 lutego | 1997 | Iizuna      | Jazda po muldach            | Jean-Luc Brassard |
| 5.      | 10 marca | 1999 | Meiringen   | Jazda po muldach            | Janne Lahtela     |
| 9.      | 14 marca | 1999 | Meiringen   | Jazda po muldach podwójnych | Johann Grégoire   |

### Puchar Świata

#### Miejsca w klasyfikacji generalnej
- 1992/1993 – 26.
- 1993/1994 – 50.
- 1995/1996 – 102.
- 1996/1997 – 9.
- 1997/1998 – 47.
- 1998/1999 – 25.

#### Miejsca na podium
1. Oberjoch – 20 marca 1993 (Jazda po muldach) – 1. miejsce
2. Lillehammer – 27 marca 1993 (Jazda po muldach) – 1. miejsce
3. Tignes – 11 grudnia 1993 (Jazda po muldach) – 1. miejsce
4. La Clusaz – 3 lutego 1994 (Jazda po muldach) – 3. miejsce
5. La Clusaz – 3 lutego 1994 (Jazda po muldach) – 3. miejsce
6. Tignes – 6 grudnia 1996 (Jazda po muldach) – 3. miejsce
7. La Plagne – 13 grudnia 1996 (Jazda po muldach) – 3. miejsce
8. La Plagne – 15 grudnia 1996 (Muldy podwójne) – 1. miejsce
9. Whistler Blackcomb – 18 stycznia 1997 (Muldy podwójne) – 1. miejsce
10. Breckenridge – 24 stycznia 1997 (Jazda po muldach) – 3. miejsce
11. Kirchberg – 21 lutego 1997 (Muldy podwójne) – 1. miejsce
12. Altenmarkt – 7 marca 1997 (Jazda po muldach) – 3. miejsce
13. Hundfjället – 13 marca 1997 (Jazda po muldach) – 1. miejsce
14. Hundfjället – 15 marca 1997 (Muldy podwójne) – 1. miejsce
15. Tignes – 5 grudnia 1997 (Jazda po muldach) – 1. miejsce
16. Tignes – 5 grudnia 1997 (Jazda po muldach) – 1. miejsce
17. La Plagne – 20 grudnia 1997 (Jazda po muldach) – 2. miejsce
18. Whistler Blackcomb – 30 stycznia 1999 (Jazda po muldach) – 3. miejsce
19. Whistler Blackcomb – 31 stycznia 1999 (Muldy podwójne) – 1. miejsce
20. Madarao – 20 lutego 1999 (Jazda po muldach) – 2. miejsce
21. Madarao – 20 lutego 1999 (Jazda po muldach) – 3. miejsce
22. Madarao – 21 lutego 1999 (Muldy podwójne) – 3. miejsce

- W sumie 11 zwycięstw, 2 drugie i 9 trzecich miejsc.